# Nokia 7250
Le Nokia 7250 est un téléphone de l'entreprise Nokia. Il est monobloc.

## Caractéristiques
- Système d'exploitation Symbian OS
- GSM  900 / 1800 / 1900
- 105 × 44 × 19 mm  pour 92 grammes
- Écran  CSTN de 4096 couleurs avec 128 x 128 pixels de 8 lignes
- Radio FM
- Vibreur
- DAS : 0,60 W/kg.